# Basilika Gran Promesa

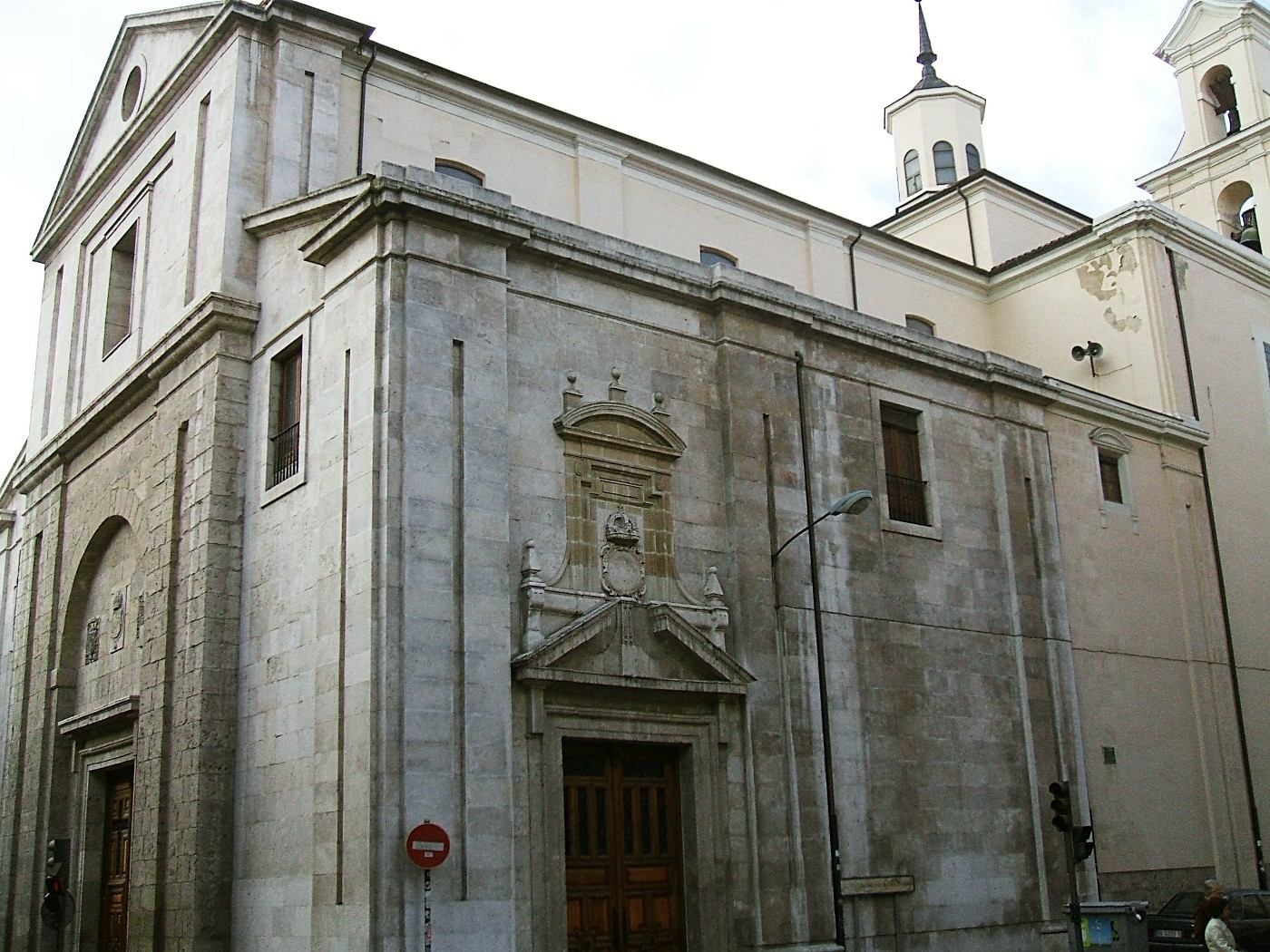
Basilika Gran Promesa

Die Basilika Gran Promesa (deutsch Basilika der Großen Verheißung) ist eine römisch-katholische Kirche in Valladolid, Spanien. Die Wallfahrtskirche des Erzbistums Valladolid ist dem Heiligsten Herzen Jesu gewidmet und trägt die Titel eines Nationalheiligtums und einer Basilica minor. Die Kirche wurde zu Beginn des 17. Jahrhunderts im Stil des Barock erbaut, ihre Innenausstattung stammt nach einem Brand im 19. Jahrhundert aus verschiedenen Epochen und Stilen.

## Geschichte

### Jesuitenkirche und die Offenbarung
Die Kirche wurde als öffentliche Kirche des Jesuitenkollegs San Ambrosio um 1610 nach Plänen des post-herreranischen Architekten Francisco de Praves erbaut. Die Schirmherrschaft hatte der aus Valladolid stammende Bischof von Tlaxcala in Mexiko, Diego Romano de Vitoria, dessen Wappen über dem Eingang hängen und der später zusammen mit Verwandten auch im Chorbereich beigesetzt wurde.
Am 14. Mai 1733 empfing der damalige Theologiestudent und spätere Jesuitenpater Bernardo de Hoyos (1711–1735) in der Kirche die sogenannte Offenbarung der Großen Verheißung, während er nach der Kommunion ein Andachtsgebet an das Heiligste Herz Jesu richtete. De Hoyos hörte die Worte: 

„Ich werde in Spanien regieren und mit mehr Verehrung als anderswo.“

Am 25. September desselben Jahres hörte der Selige nach Aufschreibung in den Chroniken der Jesuiten eine Stimme: 

„Bitte mich um alles, was du für das Heiligste Herz meines Sohnes wünschst, und ich werde dich erhören und dir gewähren, worum du mich bittest.“

Als die Jesuiten 1767 aus Spanien vertrieben wurden, wurde die Kirche St. Ambrosius 1773 zur Pfarrkirche der Gemeinde St. Stephanus und erhielt deren Namen. 1771 wurde das Kollegium an das Royal Scots College in Madrid übertragen. Am 27. November 1869 erlitt das Gebäude einen verheerenden Brand, in dessen Folge die Ausstattung mit beinahe allen Kunstwerken verloren ging, die architektonische Struktur blieb hingegen erhalten. Im folgenden Jahr wurde die Kirche wiedereröffnet, wobei die Ausstattung aus anderen Kirchen und Klöstern in Valladolid übernommen wurde.

### Nationales Heiligtum der Großen Verheißung
Anlässlich des 200. Jahrestages der Großen Verheißung begann Erzbischof Remigio Gandásegui y Gorrochátegui die Idee zu fördern, die Kirche St. Stefan in eine nationale Sühnekirche des Heiligsten Herzens Jesu umzuwandeln. Trotz der Genehmigung von Papst Pius XI. 1933 konnte auch durch den 1936 beginnenden Bürgerkrieg das Werk durch Gandásegui nicht mehr umgesetzt werden, Gandásegui verstarb 1937. Seine Gebeine wurden erst 2015 hierher umgebettet.
Sein Nachfolger Antonio García y García setzte das Projekt fort, wozu eine wesentliche Renovierung des Gebäudes erfolgte, und weihte die Kirche am 15. Juni 1941 zum Nationalheiligtum der Großen Verheißung. Dazu wurde die eigens komponierte Weihmesse von Julián García Barrio an das Heiligste Herz Jesu aufgeführt. Papst Pius XII. übermittelte eine Botschaft mit seiner Freude über die Weihe der Kirche.
1945 wurde um das Heiligtum mit dem Bau des Pilgerzentrums Alcazar de Cristo Rey begonnen, der architektonische Komplex nach Plänen der Architekten Antonio Palacios und Pascual Bravo sollte enorme Ausmaße erreichen, etwa einen 125 Meter hohen Turm, wurde dann aber nicht umgesetzt. 1953 besuchte Kardinal Roncalli, der spätere Papst Johannes XXIII., offiziell das Nationalheiligtum. Am 12. Mai 1964 erhob Papst Paul VI. die Kirche des Nationalheiligtums der Großen Verheißung in den Rang einer Basilica minor.

## Beschreibung

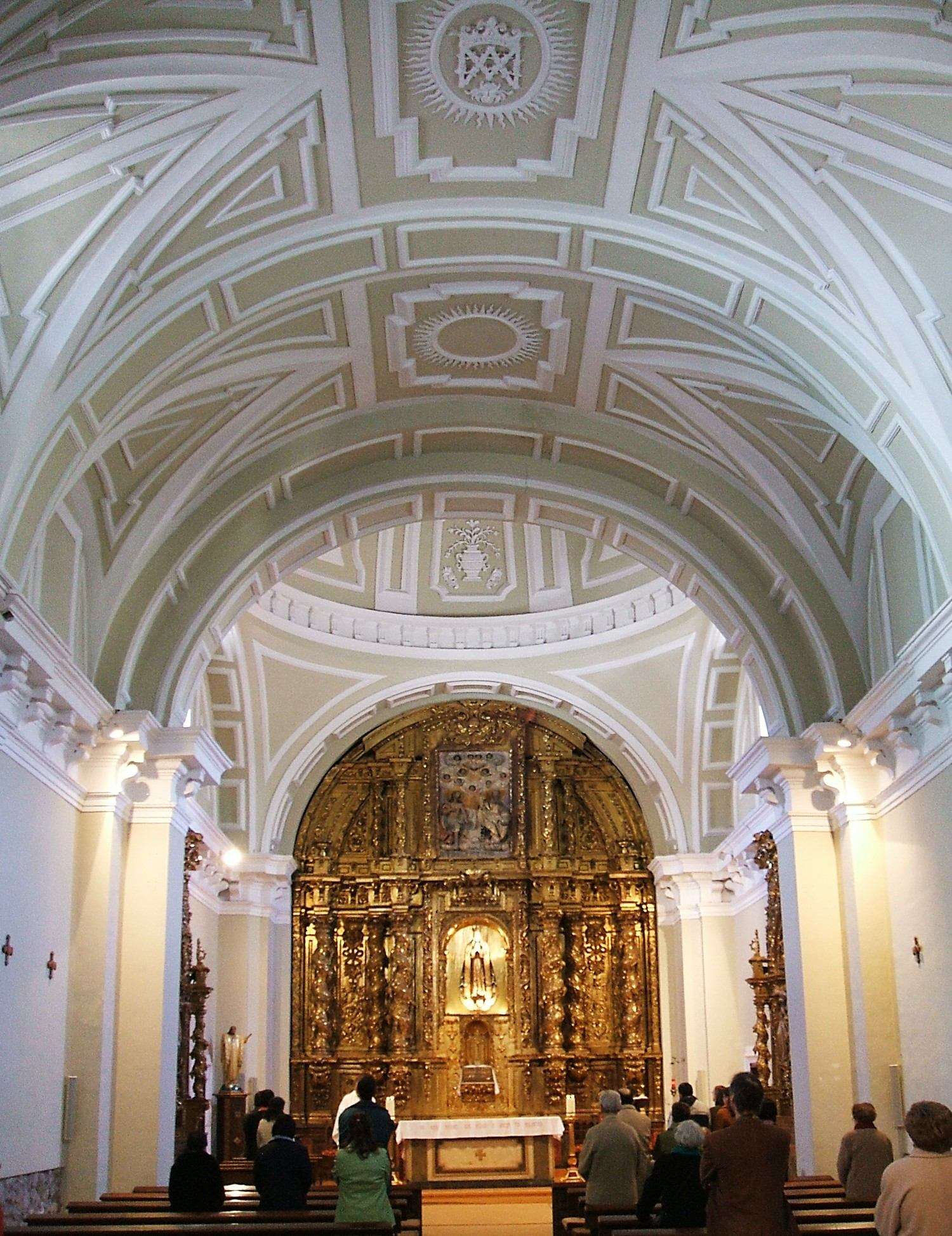
Innenraum

Das Gebäude wurde als Jesuitenkirche entworfen. Die Hauptfassade ist nach Inspiration von Andrea Palladio in zwei Etagen gegliedert, die untere ist als Triumphbogen konzipiert, während die obere mit einem dreieckigen Giebel abgeschlossen ist. Die einschiffige Saalkirche auf kreuzförmigem Grundriss wurde mit Seitenkapellen zwischen miteinander verbundenen Strebepfeilern errichtet, einem Querschiff und einer Hauptkapelle mit flachem Abschluss ohne Apsis, die alle in ein Rechteck eingeschrieben sind. Die Abschnitte sind durch toskanische Pilaster getrennt, die halbkreisförmige Bögen einrahmen, über denen Balkone für die Emporen geöffnet sind. Die Vierungskuppel schließt mit einer Laterne und ist mit einem aufwändigen modernen Mosaik gestaltet, das von venezianischen und byzantinischen Formen inspiriert ist. Die Querschiffe und das Mittelschiff sind mit Tonnengewölben mit Lünetten bedeckt.
Das Innere der Kirche wurde bei der Umgestaltung zum Nationalheiligtum wesentlich verändert und mit prächtigem Marmor, Vergoldung und Mosaiken verkleidet. Die Reform wurde von dem Priester und Künstler Felix Granda geleitet. Diese moderne Ornamentik, farbenfroh, aber von mäßigem künstlerischem Interesse, teilt sich den Raum mit mehreren Altaraufsätzen, Reliefs und Schnitzereien, die dem 16., 17. und 18. Jahrhundert entsprechen und größtenteils aus verschiedenen anderen Kirchen und Klöstern stammen.